# 須田麻衣
須田 麻衣（すだ まい、197X年3月17日 - ）は、日本のライター、プランナー。プロダクション・SUDACCI（すだっち）所属。
編集プロダクションを経て2005年よりSUDACCIに参加。幼少時から文芸に親しみ、文芸系の編集者を目指すも、何の因果かSUDACCIのライター兼プランナーに。しかし持ち前の勉強好きがあいまって、フィギュア、コミックへの理解度もおのずと向上している。（竹書房『レプリカントVOL.27』掲載プロフィールより抜粋）

## 参加作品
- 『ビキニンジャ』（企画・構成）
- 『さくら学園 ロボ部!!』（企画・構成）
- 『けだものガールズ』（企画・構成）